# 테리 로지어

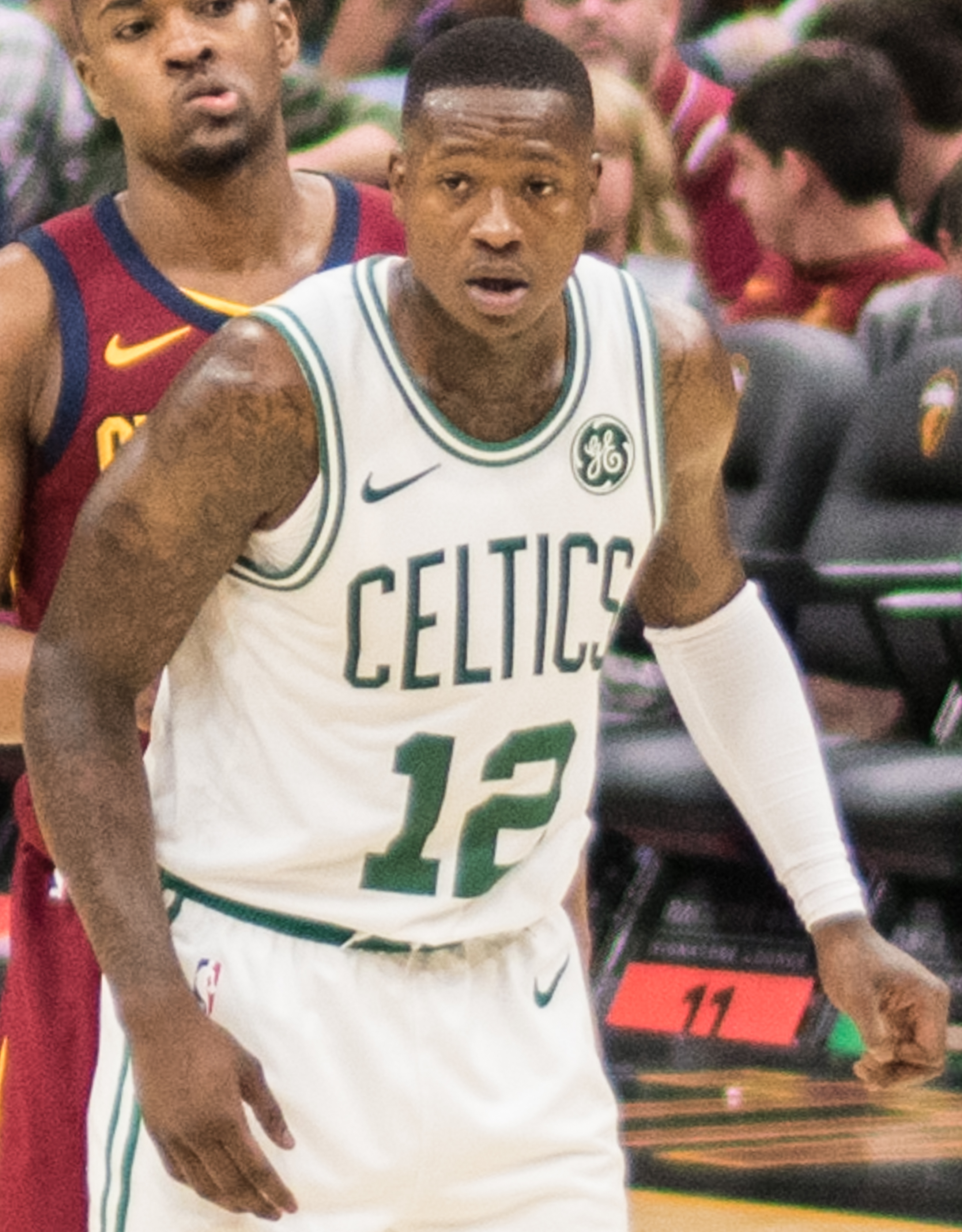

테리 로지어(Terry Rozier, 본명: 테리 윌리엄 로지어 3세, /roʊˈzər/ roh-ZEER, 1994년 3월 17일 ~ , 별명 "Scary Terry")는 NBA(전미 농구 협회) 마이애미 히트 소속의 미국 프로 농구 선수이다. 루이빌 카디널스에서 대학 농구를 하다가 2015년 NBA 드래프트에서 전체 16순위로 보스턴 셀틱스에 지명되었다. 로지어는 사인 앤 트레이드 거래를 통해 샬럿 호니츠로 트레이드될 때까지 셀틱스에서 예비 선수로 첫 4시즌을 보냈다. 로지어는 마이애미 히트로 트레이드되기 전까지 4년 반 동안 호니츠의 선발 투수였다.

## 프로 경력
- 보스턴 셀틱스 (2015-2019)
- 샬럿 호네츠 (2019-2024)
- 마이애미 히트(2024~현재)